# МКБ-10
МКБ-10 е десета ревизия на Международната класификация на болестите, последно издадена януари 2007 г. МКБ-10 е общоприетата класификация за кодиране на медицински диагнози, разработена от Световната здравна организация. МКБ-10 се състои от 21 раздела, всеки от които съдържа подкодове на заболявания и болести.
Раздели на Международната класификация на болестите (МКБ-10):
- Раздел I. Някои инфекциозни и паразитни болести
- Раздел II. Новообразувания
- Раздел III. Болести на кръвта, кръвотворните органи и отделни нарушения, включващи имунния механизъм
- Раздел IV. Болести на ендокринната система, разстройства на храненето и на обмяната на веществата
- Раздел V. Психични и поведенчески разстройства
- Раздел VI. Болести на нервната система
- Раздел VII. Болести на окото и придатъците му
- Раздел VIII. Болести на ухото и мастоидния израстък
- Раздел IX. Болести на органите на кръвообращението
- Раздел X. Болести на дихателната система
- Раздел XI. Болести на храносмилателната система
- Раздел XII. Болести на кожата и подкожната тъкан
- Раздел XIII. Болести на костно-мускулната система и съединителните тъкани
- Раздел XIV. Болести на пикочо-половата система
- Раздел XV. Бременност, раждане и послеродов период
- Раздел XVI. Някои състояния, възникващи през перинаталния период
- Раздел XVII. Вродени аномалии (пороци на развитието), деформации и хромозомни аберации
- Раздел XVIII. Симптоми, признаци и отклонения от нормата, открити при клинични и лабораторни изследвания, некласифицирани другаде
- Раздел XIX. Травми, отравяния и някои други последици от въздействието на външни причини
- Раздел XX. Външни причини за заболеваемост и смъртност
- Раздел XXI. Фактори, влияещи върху здравното състояние на населението и контакта със здравните служби